# George Albinson
George Albinson  (14 Tháng 2 năm 1897 – tháng 4 năm 1975) là một cầu thủ bóng đá người Anh. Ông thường thi đấu ở vị trí tiền vệ cánh. Ông sinh ra ở Prestwich, Greater Manchester, thi đấu cho Manchester United và Manchester City.